# William Dampier
William Dampier (født 1651 – død 1715) engelsk videnskabsmand og pirat. Han drog ud som bukkaner, fordi han anså det som den letteste måde at rejse verden rundt på. Dette var noget han gjorde i alt tre gange, som den første person i verden. 
Han var den første englænder som udforskede og kortlagde dele af Australien og Ny Guinea. Han foretog grundige observationer på rejserne og udgav bogen A New Voyage Round the World i 1697.